# فردریک مادسن
فردریک مادسن (دانمارکی: Frederik Madsen؛ زادهٔ ۲۲ ژانویهٔ ۱۹۹۸) دوچرخه‌سوار اهل دانمارک است.
وی در مسابقات کشوری و بین‌المللی در مجموع برندهٔ ۱ مدال نقره، ۲ مدال برنز شده‌است.